# 金扎·克洛杜马尔
金扎·克洛杜马尔（英語：Kinza Clodumar，1945年2月8日—），男，瑙鲁政治人物，曾任瑙鲁总统。